# Żelazno (województwo dolnośląskie)

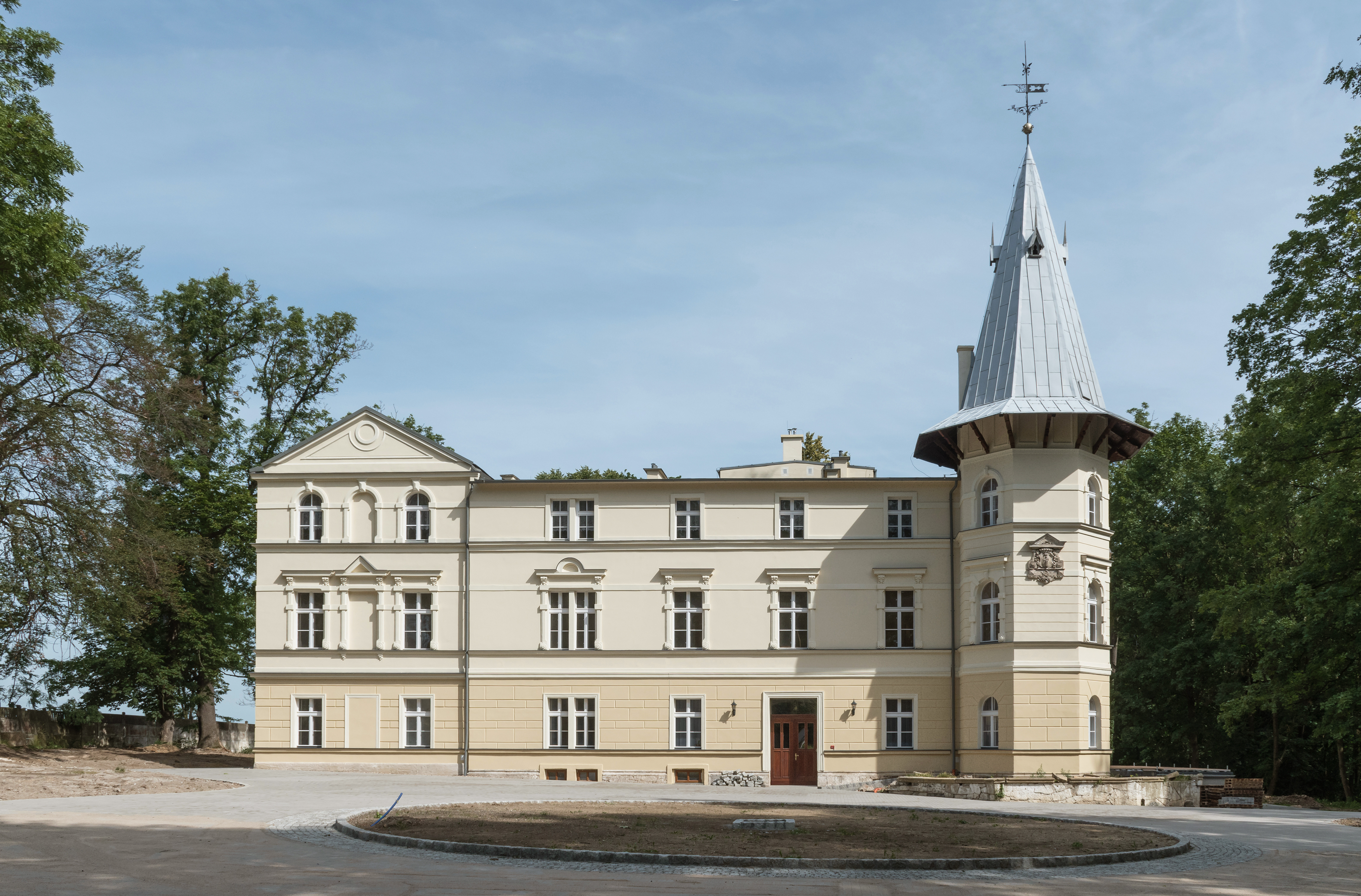
Dwór von Münchhausenów

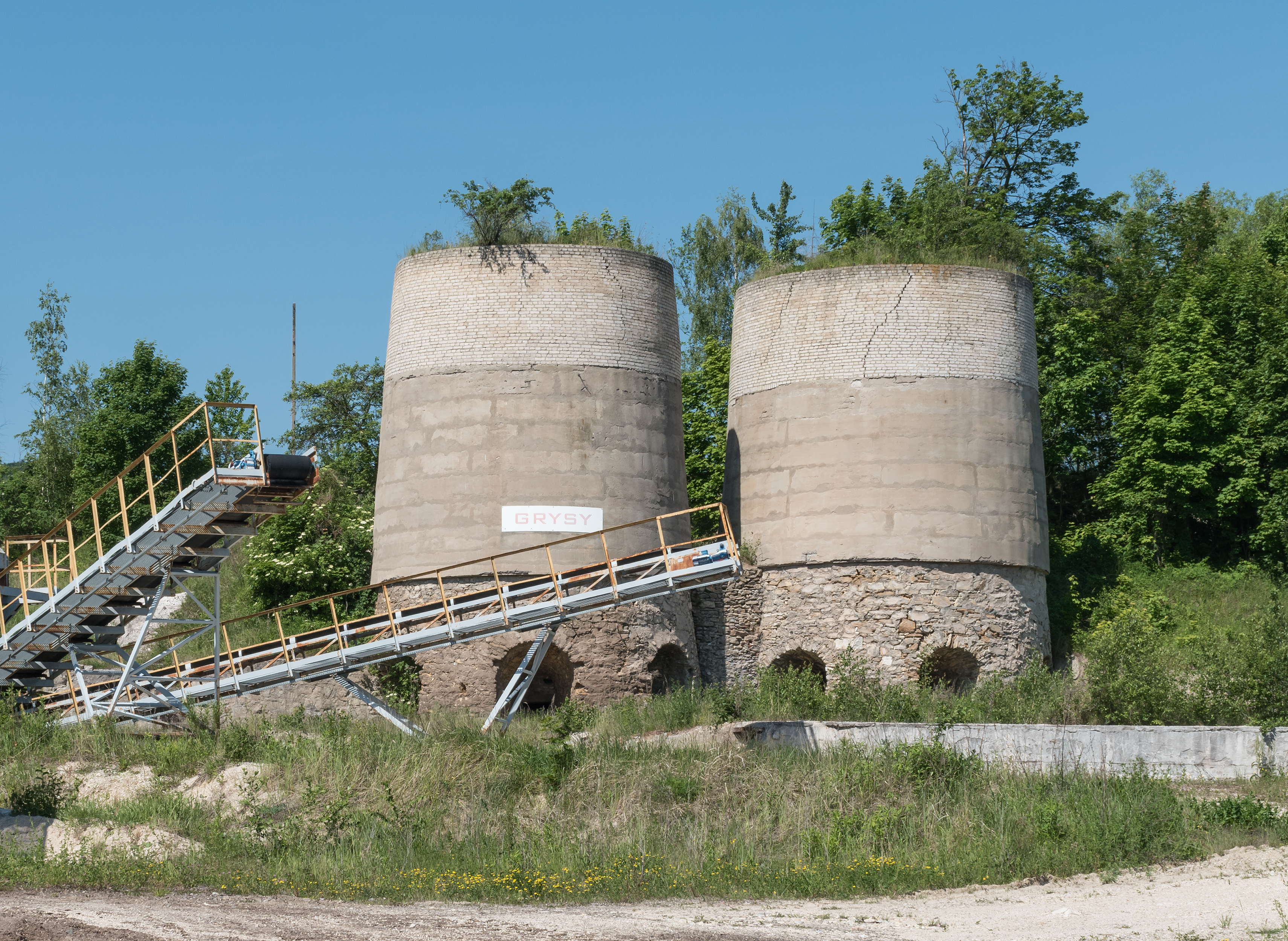
Wapienniki w zakładzie Dolmin

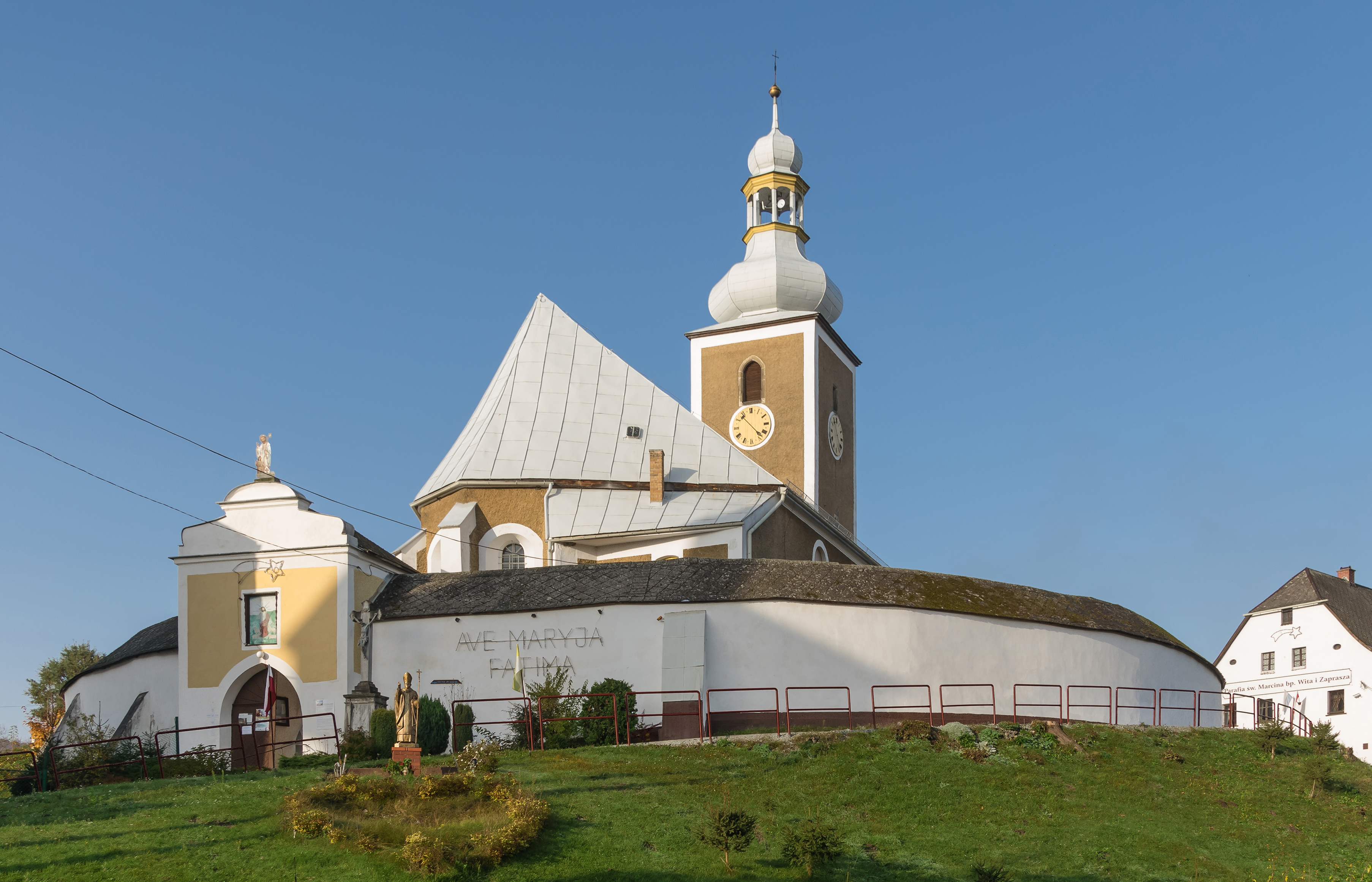
Kościół św. Marcina

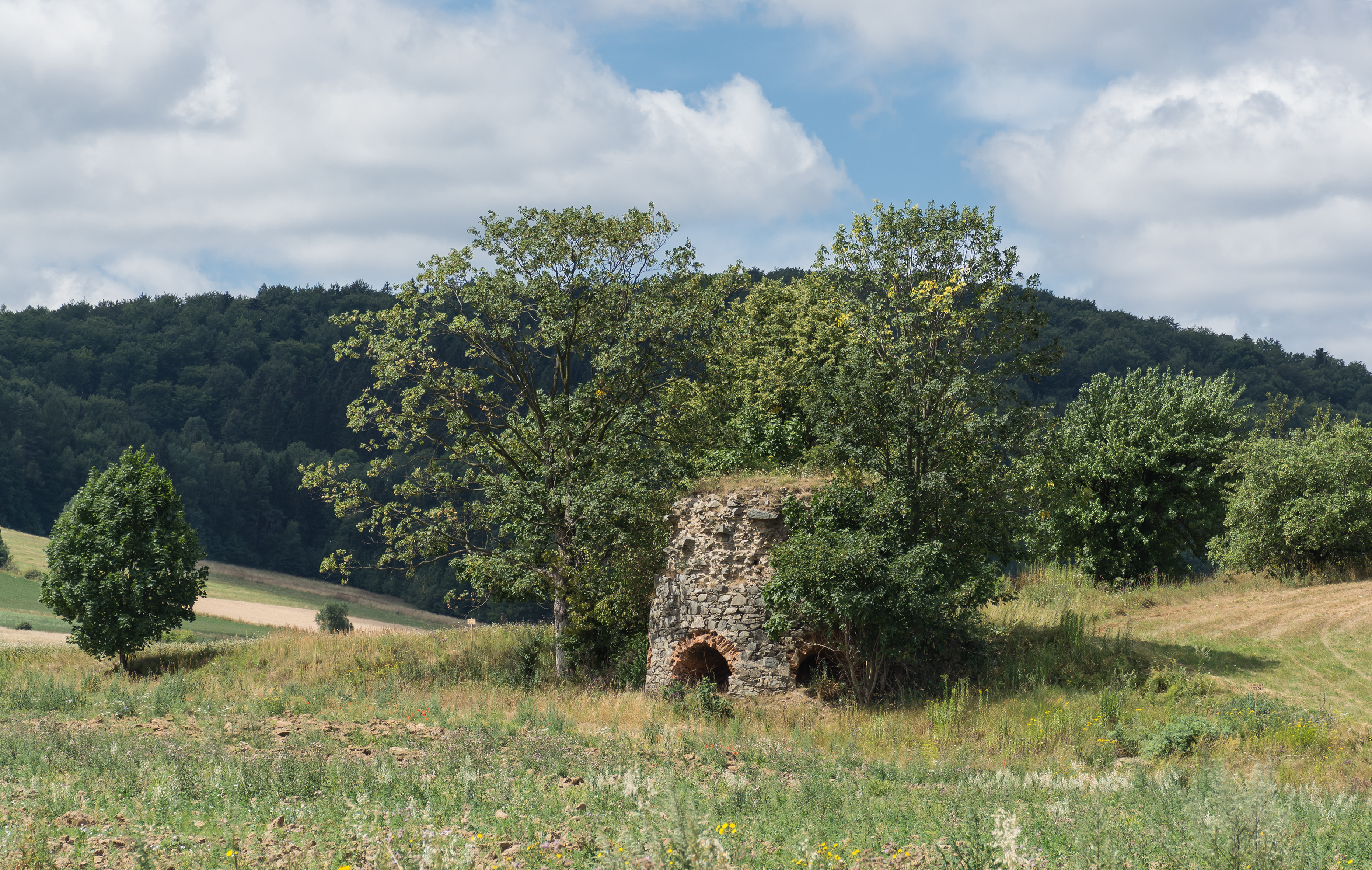
Średniowieczny wapiennik

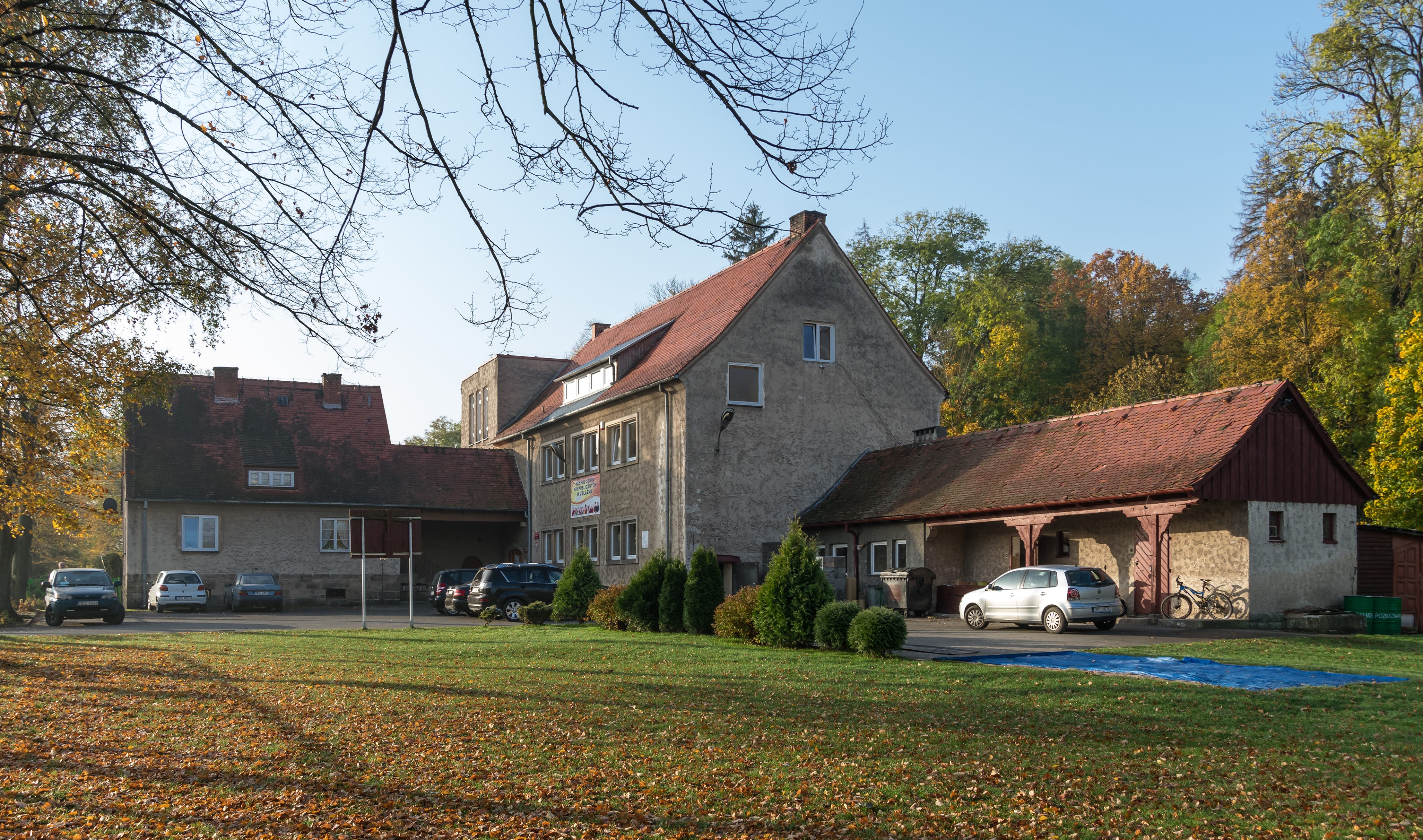
Szkoła podstawowa

Żelazno (niem. Eisersdorf) – wieś w Polsce położona w województwie dolnośląskim, w powiecie kłodzkim, w gminie Kłodzko.
W przeszłości w rejonie wsi znajdowały się przysiółki:
- Łagodno (niem. Früschhäuser)[6]
- Skorzów (niem. Wachsmann)[7]

Obecnie nazwy niestandaryzowane.
W latach 1973–1976 miejscowość była siedzibą gminy Żelazno, w latach 1975–1998 miejscowość należała administracyjnie do województwa wałbrzyskiego.

## Geografia

### Położenie geograficzne
Żelazno położone jest w południowo-wschodniej części Kotliny Kłodzkiej. Jest dużą i ludną wsią, której zabudowania ciągną się na długości ok. 3,6 km wzdłuż Białej Lądeckiej i Piotrówki, u wylotu szerokiej Doliny Białej Lądeckiej, pomiędzy Wzgórzami Rogówki na północnym wschodzie i Krowiarkami na południowym zachodzie. Wieś znajduje się na wysokości ok. 310–345 m n.p.m.
Wieś stanowi ważne ogniwo w ciągu dużych wsi łańcuchowych Doliny Białej Lądeckiej. Na zachodzie jej zabudowa łączy się bezpośrednio z Krosnowicami, zaś na wschodzie z Ołdrzychowicami. Na południu sąsiaduje z Mielnikiem i Piotrowicami.

### Środowisko przyrodnicze
Dolinę zajmują użytki rolne, położone na dobrych glebach. Na wzniesieniach (Sośnina, Góra Dębowa, Wapniarka) znajdują się lasy mieszane, z przewagą świerka. Na Wapniarce dawniej rósł starodrzew bukowy z domieszką innych drzew z gatunków liściastych, a od północy świerka i sosny, który razem z kamieniołomami jest częścią projektowanego rezerwatu przyrody.
W dolinie Piotrówki, poniżej Przełęczy Mielnickiej znajdują się Romanowskie Źródła, pomnik przyrody, będący największym wywierzyskiem krasowym w Sudetach.
We wsi rośnie wiele starych drzew posiadających status pomników przyrody, z których część stoi w przypałacowych parkach.

### Budowa geologiczna
Okolice wsi charakteryzują się bardzo złożoną budową geologiczną. Wzniesienia w Krowiarakach tworzą wapienie krystaliczne i dolomityczne. Z kolei Wzgórza Rogówki zbudowane są z granitoidów masywu kłodzko–złotostockiego. Ponadto występują łupki łyszczykowe i kwarcowo-grafitowe oraz amfibolity. Dolinę Białej Lądeckiej wyścielają osady trzeciorzędowe i czwartorzędowe. W wapieniach występują minerały, m.in. chloryt, hercynit.

### Powierzchnia i ludność
Żelazno zajmuje powierzchnię 12,11 km², z czego 733 ha stanowią użytki rolne, a 320 ha lasy. Wieś zamieszkuje 1,0 tys. mieszkańców.
Demografia na przestrzeni stuleci

## Historia

### Początki wsi
Żelazno powstało jako jedna z najstarszych wsi na terenie ziemi kłodzkiej, przed połową XIII w., a więc w okresie przedkolacyjnym. Osada została założona na skrzyżowaniu dwóch ważnych szlaków handlowych. Pierwszy z nich przy starym zwany Drogą Solną, wiódł z Kłodzka do Nysy i Krakowa. Z kolei drugi był częścią antycznego szlaku bursztynowego. Nie wykluczone, iż Żelazno było osadą służebną grodu kłodzkiego, ale szybko przeszło w ręce prywatnych właścicieli.
Wieś szybko rozwijała się, czemu dowodzi fakt, że wybudowano tutaj jeden z pierwszych kościołów na terenie ziemi kłodzkiej, który podlegał parafii w Krosnowicach. Pierwszymi znanymi właścicielami Żelazna byli Pannwitzowie, którzy w 1327 r. ufundowali tutaj kościół oraz w tym samym czasie otrzymali od króla czeskiego Jana I Ślepego prawo patronatu do kościoła.

### Rozwój wsi
Przypuszcza się, że w 1330 r. była to już wieś lokowana, bowiem w dokumentach wymieniane jest dziedziczne, wolne sędziostwo, które istniało jak sugeruje większość historyków, w późniejszym okresie bez przerwy.
W 1350 r. właściciele części wsi – bracia von Glubosowie sprzedali swój folwark, liczący 2,5 łana gruntów, biskupowi praskiemu Arnosztowi z Pardubic i jego bratu Wilhelmowi. Utworzyli oni następnie alodium z tej części Żelazna. Na marginesie warto zaznaczyć, że przedmiotem całej transakcji była ogromna posiadłość obejmująca szereg gruntów w różnych wsiach ziemi kłodzkiej, których wartość wynosiła 718 grzywien groszy praskich. Z tej racji sprzedaż ta była wielokrotnie poświadczana w różnych dokumentach z tego okresu. Jeszcze w tym samym roku Arnoszt z Pardubic przekazał swoje posiadłości na rzecz ufundowanego przez siebie klasztoru kanoników regularnych w Kłodzku.
Mimo to główną część wsi posiadali Pannwitzowie, którzy w 1350 r. zastawili m.in. swoje dobra w Żelaźnie, Kunatowi von Wolvilsdorfowi. Poza wyżej wymienionymi posiadłościami na terenie wsi istniało jeszcze wolne sędziostwo (przynajmniej jedno), którego właściciele pisali się od nazwy wsi oraz wolne sołectwo.
W 1375 r. dobra Pannwitzów obejmowały 2 łany. Rok później Jakobus Bohemus sprzedał wolne sędziostwo i alodium zakonnikom. Kilkanaście lat później, w 1388 r. Hannus von Pannwitz sprzedał 5 łanów lennych i prawo rybołówstwa w odcinku Białej Lądeckiej Hannusowi von den Bele. Pod koniec XIV w. część wsi znajdowała się w rękach wójta z Bystrzycy Kłodzkiej – Rueckera, który prawdopodobnie wybudował obronną wieżę mieszkalną.
W dalszym ciągu główna część Żelazna należała do Pannwiztów. W 1415 r. doszło do dużej transakcji pomiędzy Nickelem von Pannwitzem a Nicklasem Blumylem, która dotyczyła sprzedaży bogatego sędziostwa, obejmując jego ziemię, dwór, karczmę, młyn wodny, prawo połowu ryb i rzemieślników (piekarz, krawiec, kowal, szewc). Z zachowanych źródeł wiadomo, iż jego wartość w następnym roku wynosiła 100 kop groszy praskich. Być może na początku XV w. istniały tu dwa niezależne wolne sędziostwa. W 1429 r. sędziostwo obejmowało 3 łany i 2 pręty oraz karczmę sądową, którą posiadał Wenczlow Hotteler. Rok później jako sędzia figuruje już Hannus Heinrich.

### W okresie zmieniania się właścicieli wolnego sędziostwa
Przez cały XV w. zmieniali się właścicielce wolnego sędziostwa, chociaż wieś pozostawała własnością von Pannwitzów i kłodzkich kanoników regularnych.
W 1447 r. sędziostwo ze wszystkimi gruntami i karczmą znajdowało się w bezpośrednim posiadaniu braci von Pannwitz. Jednak już w 1465 r. jako sędzia wymieniany jest Wenzel Clug, a w 1467 r. Hentczel, zaś w 1469 r. – Balthazar i Paul Reymannowie, płacący z niego 40 złotych guldenów. W 1478 r. jego wartość oszacowano na 224 guldeny węgierskie. W 1481 r. sędzią był Michael Walthir.
W 1482 r. Margaretha, córka Hansa von Pannwitza, sprzedała swój majątek w Żelaźnie Kwnesowi von Czymowiczowi. Trzy lata później sędziostwo i karczma sądowa były przedmiotem transakcji pomiędzy Elzke i Jacobusem Stanko, który zapłacił za nie 200 guldenów węgierskich, a w 1488 był wolnym sędzią w Żelaźnie.
W 1494 r. Hans von Pannwitz przekazał zakonnikom 1 łan czynszowy sędziostwa i 10 prętów gruntów. W związku z tym pod koniec XV w. zakonnicy mieli na terenie wsi już 6 łanów gruntów i odcinek rzeki. W rękach Pannwitzów pozostało jeszcze 14 łanów i 4 pręty ziemi w Żelaźnie.

### Żelazno w czasach habsburskich
Mimo iż Żelazno było dużą i bogatą wsią posiadającą jeden z najstarszych kościołów na terenie Kłodzczyzny, była to tylko filia parafii krosnowickiej. 29 sierpnia 1597 r. majątek po kanonikach przejęli jezuici, którzy zostali sprowadzeni do Kłodzka.
Zmiany w historii wsi przyniosły dopiero wydarzenia wojny trzydziestoletniej. W hrabstwie kłodzkim szerzył się protestantyzm, na który przeszła większość mieszkańców, w tym w Żelaźnie. Klęska wojsk protestanckich na Białej Górze spowodowała, iż byli oni narażeni na represje ze strony zwycięzców. W 1621 r. do hrabstwa wkroczyły wojska cesarskie. Przystąpiono do nakładania kontrybucji i nawracania na katolicyzm. Nie zgadzali się na to chłopi z Żelazna, Ołdrzychowic, Rogówki, Skrzynki, Jaszkowej Dolnej i Górnej, którzy utworzyli związek obronny i wystąpili zbrojnie przeciwko żołnierzom cesarskim. W trakcie walk, które zakończyły się ich porażką, zginęło ok. 200 chłopów.
Swoje dobra utracili również Pannwitzowie, chociaż w 1631 r. jakąś część wsi posiadał Dittrich von Pannwitz. Od 1631 r. dolny dwór po Pannwitzach przejął na potrzeby kolegium jezuickiego w Kłodzku dziekan Hieronymus Keck. Posiadłość tą zamieszkiwało 12 kmieci i 14 ogrodników. Według spisów kościelnych w całej wsi zamieszkiwało 4 gospodarzy płacących podatki kościelne. Część wsi była królewszczyzną, a później została nadana niejakiemu Christianowi von Saalhausenowi, który sprzedał swoje dwa folwarki w 1669 r. kolegium jezuickiemu za 5,5 tys. talarów.

### Żelazno pod panowaniem pruskim
W 1742 r. hrabstwo kłodzkie dostało się pod panowanie pruskie, co zostało ostatecznie potwierdzone pokojem w Hubertusburgu (1763). Rozpoczął się nowy okres w dziejach Żelazna, które w XVIII w. przeżywało szybki rozwój. W 1748 r. wieś dzieliła się na trzy części:
- Kolegium jezuickie – 7 kmieci oraz 28 zagrodników
- Klasztor jezuitów – 14 kmieci oraz 26 zagrodników i chałupników
- von Schreckendorf – 8 kmieci i 21 zagrodników oraz chałupników

W 1765 r. Żelazno miało już czterech właścicieli:
- Kolegium jezuitów – wartość: 12,6 tys. talarów; 5 kmieci, 21 zagrodników i 9 chałupników, w tym 5 rzemieślników,
- Klasztor jezuitów – wartość: 11 tys. talarów; 11 kmieci, 18 zagrodników i 13 chałupników, w tym 4 rzemieślników,
- Wolne sędziostwo – wartość: 6,2 tys. talarów; należało także do kolegium jezuickiego w Kłodzku,
- Część wolnego kmiecia – wartość: 150 talarów, także w posiadaniu kolegium

Praktycznie cała wieś znajdowała się w rękach zakonników z Kłodzka. Po kasacie zakonu jezuitów właściciele poszczególnych części Żelazna zmieniali się często. W 1787 r. osada liczyła 143 budynki. Znajdowały się tu 2 wapienniki, a zamieszkiwało ją 20 rzemieślników. Część hr. Friedricha von Redena liczyła 57 budynków z młynem wodnym. Mieszkało w niej 14 kmieci oraz 42 zagrodników i chałupników. Kolejną części Żelazna posiadał niejaki Pelke (54 budynki, w tym 2 folwarki i młyn z 7 kmieciami i 44 zagrodnikami oraz chałupnikami). Wolne sędziostwo posiadał Josef Stehr (26 budynków, w tym folwark i młyn wodny, z 4 kmieciami i 20 zagrodnikami oraz chałupnikami). Czwarta część należała do probostwa (3 domy, kościół, plebania i szkoła z 1 chałupnikiem). Ostatnią, piątą część posiadał wolny kmieć (2 chałupników).

### Rozwój wsi w XIX i na początku XX wieku

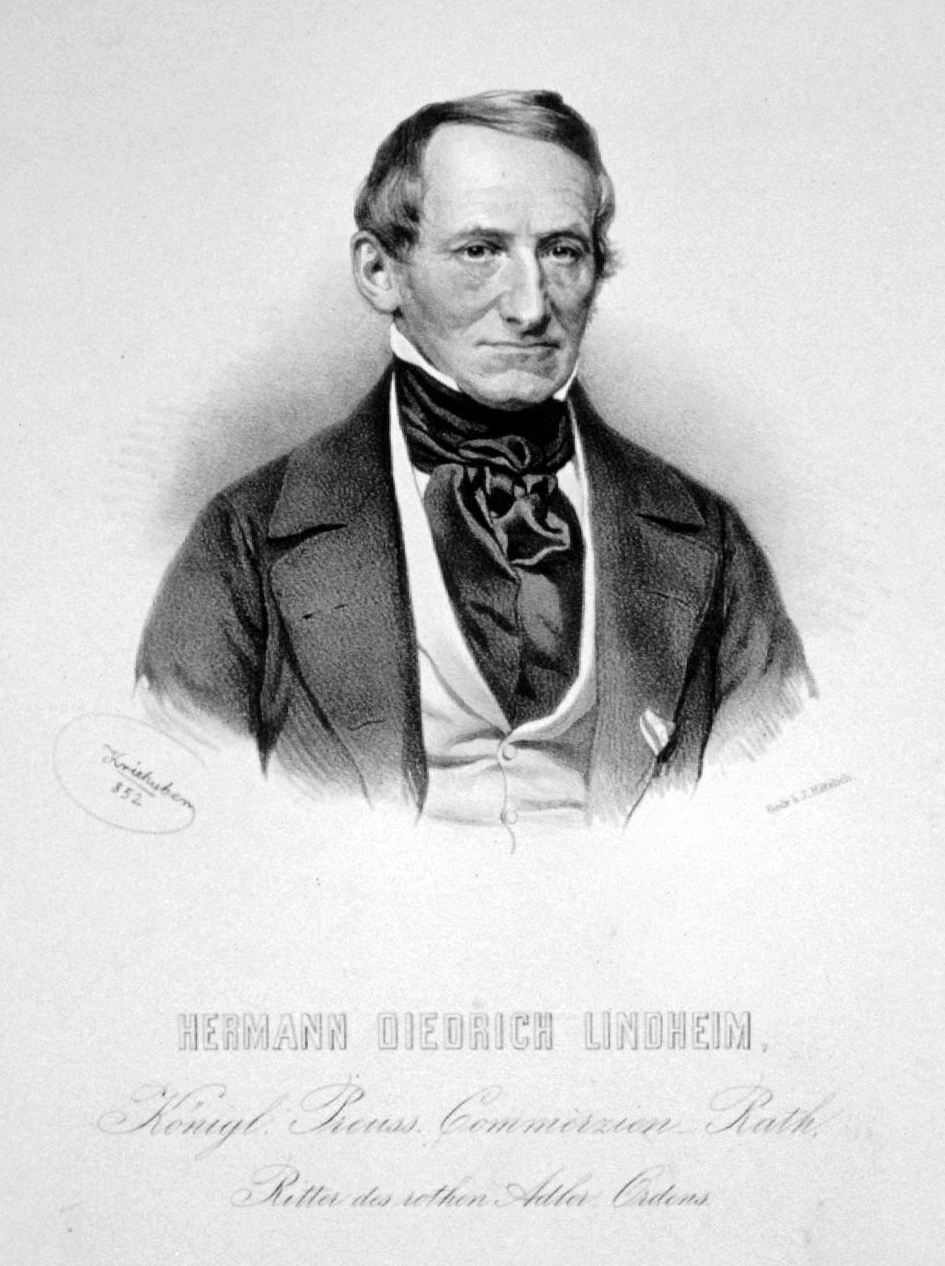
Hermann Dietrich Lindheim – właściciel Żelazna w 1. poł. XIX wieku

W latach 1797–1798 A. Hoffmann, właściciel głównej części wsi wzniósł w jej dolnej części okazały pałac. W 1808 r. wdowa po nim wyszła za mąż za von Bibersteina. W 1825 r. podział wsi utrzymywał się nadal. Odpowiednio należała ona do: płk. von Bibersteina, Gottlieba Huenersky’ego, hr. Ernesta von Münchhausena zu Grainburg an der Donau, Josefa Wagnera oraz Antona Kintschera. W 1840 r. Żelazno było ogromną wsią, jedną z największych w regionie.
W 1836 r. kupiec i jednocześnie przemysłowiec Hermann Dietrich Lindheim kupił główną część wsi od płk. von Bibersteina za 26 tys. talarów, na którą składały się: pałac, folwark i 75 budynków, znajdował się tu także królewski urząd celny. Lindheim pomiędzy Krosnowicami a Żelaznem założył ogromną przędzalnię lnu o 20 tys. wrzecion, które napędzane były wodami z Białej Lądeckiej.
Pozostałe części wsi należały do: barona E. von Münchhausena – Dolne Żelazno (Nieder Eisersdorf), liczyło 74 budynki. Dittrichsdorf (Dittrichshof)’ należał do G. Huenersky’ego – 25 budynków z dworem i 2 folwarkami. Wolne sędziostwo Wagnera liczyło 31 budynków, ale należało do urzędnika skarbowego z Kłodzka. W części tej znajdował się szpital-przytułek. Ostatnia część była w rękach kmiecia Kintschera, a następnie jego spadkobierców, liczyła 2 budynki.

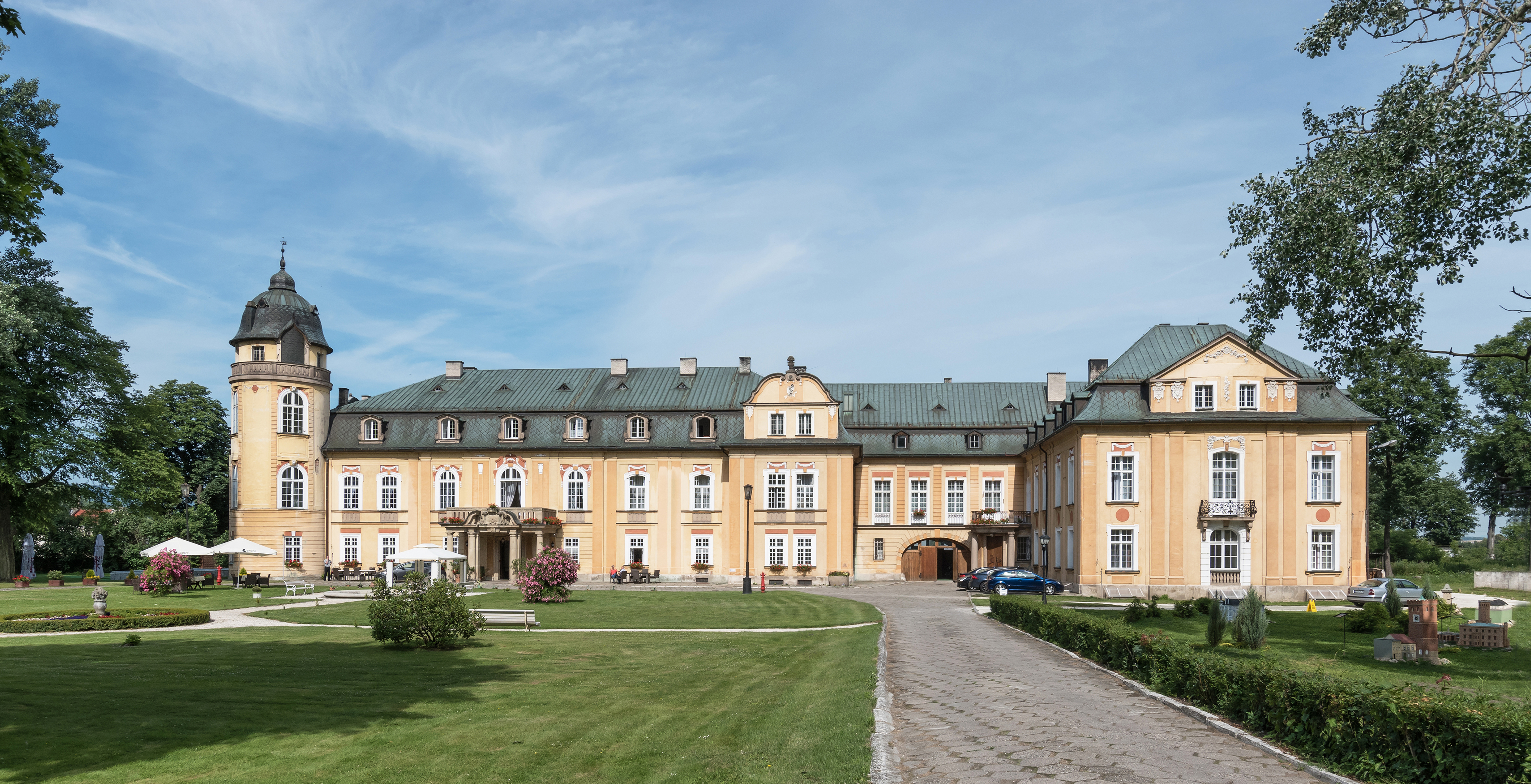
Pałac w Żelaźnie, siedziba Lindheima i jego następców

We wsi znajdował się kościół, szkoła katolicka (zbudowana w 1830 r.) Działały tu 3 młyny wodne, 3 browary, 3 cegielnie, które produkowały 132 tys. cegieł i dachówek rocznie oraz 7 tkaczy chałupników. Żelazno było wielkim ośrodkiem produkcji wapna. Istniał tu kamieniołom oraz 5 pieców do wypału wapna. We wsi pracowało ok. 40 rzemieślników różnych branż, w tym 2 zegarmistrzów.
W 2 połowie XIX przędzalnię przejął zięć Lindheima – Hugon von Löbbecke, w rękach którego rodziny znajdowała się ona do 1945. W 1870 w Żelaźnie znajdowały się trzy posiadłości ziemskie należące do: W. Langera (o powierzchni 186 morgów), landrata barona von Seherr-Thossa (175 morgów) i H. von Löbbeckego (907 morgów). Rezydencja w Żelaźnie należała do jednych z atrakcji turystycznych regionu. W Żelaźnie działała gospoda oraz popularny browar. We wsi działał punkt informacyjny Kłodzkiego Towarzystwa Górskiego.
W 1897 przez wieś przeprowadzono linię kolejową do Stronia Śląskiego, lokując w jej południowej części stację, która stanowiła punkt wyjścia dla wycieczek na Krowiarki i Wapniarkę.
Podczas II wojny światowej w wieży mieszkalnej urządzono niewielki obóz pracy, w którym przebywało ok. 20 więźniów różnych narodowości, w tym Francuzi, Anglicy i Polacy.
W końcówce wojny (do wysiedlenia w 1946) mieszkała w Żelaźnie, będąca wtedy dzieckiem, pisarka i poetka niemiecka Monika Taubitz. Temu okresowi poświęciła autobiograficzną książkę Durch Lücken im Zaun (1977, wydanie polskie Przez dziurę w płocie, 2007).

### Żelazno w granicach Polski
Po zakończeniu II wojny światowej decyzją zwycięskich mocarstw ziemia kłodzka znalazła się w granicach państwa polskiego. W ciągu kilku lat dokonano wysiedlenia miejscowej ludności w głąb Niemiec, sprowadzając na ich miejsce ludność polską.
Żelazno zostało siedzibą niewielkiej gromady, zachowując swój rolniczy charakter. Dawne folwarki zostały upaństwowione i przejęte przez PGR. Odnowiono część zabytków, a w pałacu ulokowano ośrodek wczasowy hutników z huty Bobrek. W wieży rycerskiej po remoncie urządzono harcówkę dla upamiętnienia obozu pracy.
W końcu lat 60. XX w. zmodernizowano drogi do Bystrzycy Kłodzkiej i Lądka Zdroju. Przebudowie poddano cały układ komunikacyjny, przenosząc główną drogę poza zabudowania. Przy okazji rozebrano jedną z zabytkowych chat: drewnianą z gankiem w przyziemiu.
W latach 70. XX w. wzniesiono we wsi dużą fermę bydła. Następnie założono wielki sad. We wsi działał Agrokompleks Sudety, potem powstał Kombinat Rolno-Przemysłowy Żelazno. Po reformie administracyjnej Żelazno w latach 1973–1976 było stolicą gminy Żelazno. W dolinie Piotrówki wybudowano dużą wylęgarnię pstrągów.
Wieś znacznie ucierpiała podczas tzw. Powodzi tysiąclecia w lipcu 1997, a odbudowa trwała kilka lat. Ponownie Żelazno zostało zalane w czerwcu 2009 r.

## Zabytki

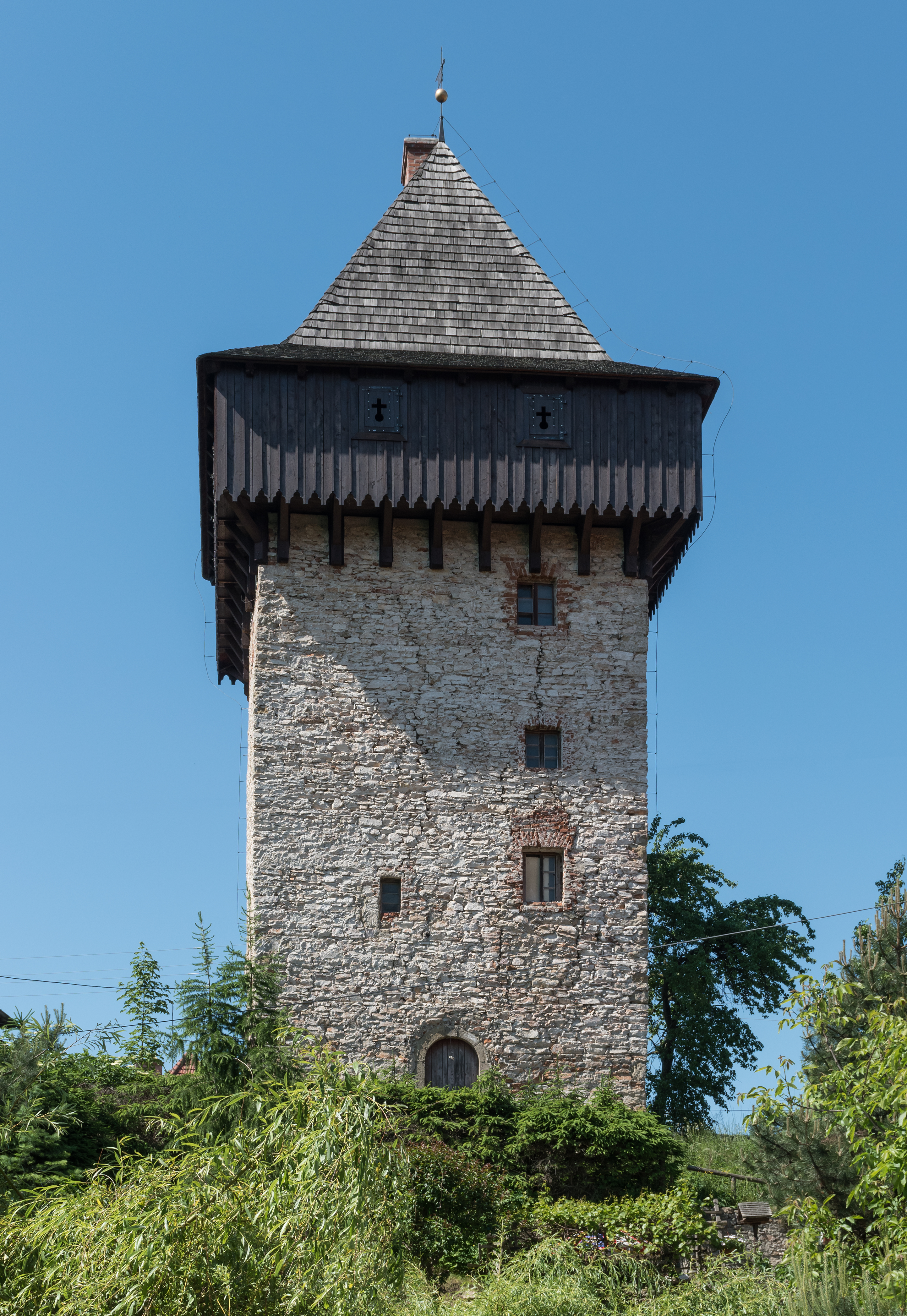
Wieża mieszkalna w Żelaźnie

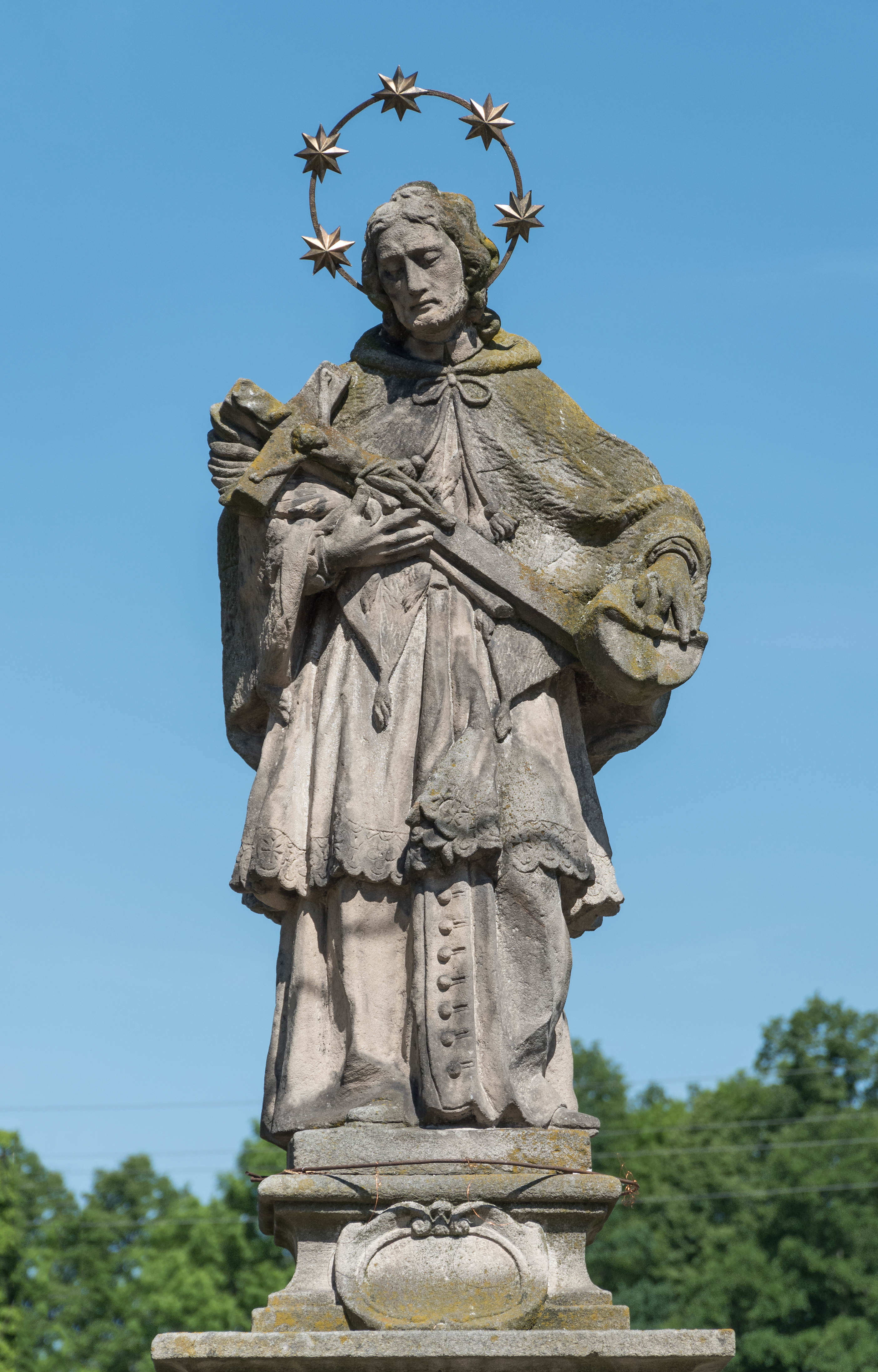
Figura św. Jana Nepomucena w Żelaźnie

Do wojewódzkiego rejestru zabytków wpisane są obiekty:
- kościół par. pw. św. Marcina, pierwsza świątynia w tym miejscu powstała ok. 1326 r. Obecny kościół pochodzi z poł. XIV w. Został znacznie przebudowany na przełomie XVII i XVIII w stylu barokowym
- cmentarz przy kościele
- ogrodzenie – mur z obejściem podcieniowym z budynkami bramnymi, z XVI w., XVIII wieku
- dworzec kolejowy, murowano-szachulcowy z 1907 r.
- zespół pałacowy (nr 63), z k. XVIII w., XIX–XX w.:
  - pałac Hoffmanna, wzniesiony w latach 1797–1798[30] przez Franza A. Hoffmanna. Przebudowany i rozbudowany w 1869 r. – drugiej poł. XIX w. przez H. Löbbeckego; mieści się w nim obecnie dom wczasowy
  - park, z drugiej połowy XVIII–XX w.
  - ogrodzenie parku i budynek bramny, z 1908 r.
  - folwark, z XIX–XX w.:
    - oficyna pałacowa
    - oficyna mieszkalna
    - stajnia i spichrz
    - gołębnik
    - kuźnia
- zespół pałacowy (nr 109), po 1860:
  - dwór von Münchhausenów, eklektyczny z drugiej poł. XIX w.
  - park
- wieża mieszkalna, pochodzi z końca XIV w., wzniesiona w stylu gotyckim, przebudowywana w XVI i XVIII w.

inne zabytki:
- most kratowy, wybudowany w latach 1882–1883, stanowi główną przeprawę przez Białą Lądecką.

## Transport
Przez wieś przechodzą dwie ruchliwe drogi prowadzące na południe i wschód ziemi kłodzkiej. Najbardziej ruchliwa jest droga krajowa 33, prowadząca z Kłodzka do granicy państwa przez Przełęcz Międzyleską, od której w południowej części wsi odgałęzia się droga wojewódzka nr 392 w kierunku do Stronia Śląskiego.
W Żelaźnie na południowym krańcu wsi znajduje się stacja kolejowa, którędy wiodła linia kolejowa nr 322, zwana Koleją Doliny Białej Lądeckiej. Ruch pasażerski wstrzymano na niej w 2004 r. Wciąż trwają prace nad jego przywróceniem w postaci szynobusów Kolei Dolnośląskich.
Komunikację autobusową prowadzi przedsiębiorstwo Beskid i PKS Kłodzko.

## Oświata
We wsi znajduje się niepubliczna szkoła podstawowa i niepubliczne gimnazjum, działające jako Zespół Szkół Niepublicznych w Żelaźnie, prowadzonych przez Stowarzyszenie Inicjatywa Edukacyjna „Nasze Żelazno”. Szkoła Podstawowa powstała w 2011 roku w miejsce zlikwidowanej szkoły gminnej. Rok później powstało gimnazjum.

## Administracja
Żelazno po zakończeniu II wojny światowej znalazło się w granicach Polski. W latach 1945–1973 wieś tworzyła gromadę, wchodzącą w skład powiatu kłodzkiego w województwa wrocławskiego. Po zmianach w podziale terytorialnym kraju Żelazno zostało siedzibą gminy (1973), którą zniesiono trzy lata później. Od 1976 r. wchodzi w skład gminy Kłodzko. Ostatnia zmiana miała miejsce w 1990 r., kiedy to na terenie gminy utworzono sołectwa jako jednostki pomocniczego podziału administracyjnego gminy, którego jedna z siedzib znalazła się w Żelaźnie.